# Університет Гаяни
Університет Гаяни — національний вищий навчальний заклад Гаяни, єдиний університет в країні. Розташований у місті Джорджтаун. Заснований у квітні 1963 року з такою місією: «Відкривати, генерувати, поширювати та застосовувати знання найвищого рівня на благо громади, нації та всього людства в атмосфері академічної свободи, яка дозволяє вільний і критичний пошук».
Університет Гаяни пропонує понад 60 бакалаврських та магістерських програм, у тому числі в галузі природничих наук, інженерії, екології, лісового господарства, міського планування та управління, туризму, освіти, творчих мистецтв, економіки, права, медицини, оптометрії та медсестринства. Доступні кілька онлайн-програм, а також заочні заняття через IDCE в чотирьох місцях: у Джорджтауні та містах Анна Реджина, Ессекібо; Лінден, Верхня Демерара; і Нью-Амстердам, Бербіс. Станом на 2016 рік у закладі навчається близько 8000 студентів, а випустив він понад 20 000 студентів, які стали представниками усіх сфер професійної діяльності на місцевому, регіональному та міжнародному рівнях. Університет також робить значний внесок у державний і приватний сектори та національну економіку Гаяни.

## Історія
Чедді Джаган, тодішній прем'єр-міністр Британської Гвіани, вважав, що Вест-Індський університет, на утримання якого його уряд робив внески з 1948 року, не задовольняє попит його співвітчизників на вищу освіту. 4 січня 1962 року Джаган написав Гарольду Дрейтону, який тоді перебував у Гані, листа з проханням звернутися за порадою до В. Е. Б. Дюбуа щодо заснування нового університету.
Дрейтон повернувся до Британської Гвіани в грудні 1962 року, і саме за його порадою Джаган звернувся до вчених-соціалістів у Великій Британії та США, зокрема до Джоан Робінсон з Кембриджського університету, Пола Барана зі Стенфордського університету та Ланселота Хогбена з Бірмінгема, щоб залучити їх до набору персоналу
Університет відкрився на базі Королівського коледжу у жовтні 1963 року. Його першим ректором був Едгар Мортимер Дюк, а першим директором і віцеканцлером — британський біолог і математик Ланселот Хогбен. В 1970 році заклад переїхав до кампусу в Тюркені.
Спочатку програми обмежувалися мистецтвом, природничими та соціальними науками. У 1967 році створено педагогічний факультет, по цьому — технологічний факультет у 1969 році, Інститут дистанційної та безперервної освіти (IDCE), що розпочав свою діяльність як заочний підрозділ у 1975 році, факультети сільського господарства (1977) та наук про здоров'я (1981), останній з яких створили на базі факультету природничих наук.
У 1987 році створено факультет лісового господарства, який згодом став частиною сільськогосподарського факультету, а в 2003 році факультети мистецтв і педагогічний об'єдналися в Освітньо-гуманітарний факультет. Крім того, на рубежі тисячоліть створили факультет наук про Землю та навколишнє середовище (SEES), що виник внаслідок злиття географічного факультету та факультету екологічних наук. Також створено Центр біорізноманіття, який має відношення до діяльності SEES і факультету сільського та лісового господарства, і Центр інформаційних технологій (CIT), який обслуговує весь університет. Університет Гаяни розширився у 2000 році, додавши кампус Тейн у графстві Бербіс. (У жовтні 2016 року, в межах ширшої реорганізації, SEES перетворено на Факультет наук про Землю та навколишнє середовище, академічним та адміністративним керівником якого став декан).
У 2019 році університет заснував свою першу докторську програму — PhD з біорізноманіття. Ця програма є міждисциплінарною та охоплює три факультети: Наук про Землю та навколишнє середовище, природничих наук та сільського і лісового господарства. Перші випускники отримали дипломи у 2021 році.

## Структура
Університет поділений на ряд факультетів:
- Факультет наук про Землю та навколишнє середовище
- Факультет природних наук
- Факультет соціальних наук
- Факультет освіти та гуманітарних наук
- Факультет наук про здоров'я
- Технологічний факультет
- Факультет сільського господарства та лісівництва
- Школа підприємництва та інновацій бізнесу (SEBI)
- Інститут дистанційної та безперервної освіти[7]

## Визначні постаті

### Випускники
- Махадай Дас, гаянський письменник
- М. Джамал Дин, FRSC FCAE FINAE, професор і старший науковий керівник Університету Макмастера, Канада
- Одіен Ішмаїл, гаянський дипломат і посол
- Деніс Вільямс, гаянський художник та археолог
- Шана Ярдан, індо-гаянська поетеса

### Викладачі та співробітники
- Джойс Спарр Адлер, американський критик, драматург і вчитель, а також засновник факультету університету в 1963 році
- Дерек Бікертон, колишній викладач, а нині почесний професор лінгвістики Гавайського університету в Гонолулу
- Горас Б. Девіс, американський марксистський економіст
- Майкл Гілкс, гаянський письменник і академік
- Стэнлі Грейвс, художник-гіянець, колишній керівник творчих мистецтв в університеті
- Річард Харт, ямайський юрист і політик
- Ланцелот Хогбен, англійський зоолог і генетик
- Абдур Рахман Слейд Хопкінсон, гаянський письменник і професор університету (1966-68)
- Алі Мазруй, академік африканських та ісламських досліджень
- Клем Сиечаран, гаянський письменник
- Бертран Рамчаран, колишній канцлер університету
- Шриддат Рамфал, колишній міністр закордонних справ Гаяни (1972-75) і другий генеральний секретар Співдружності (1975-90)
- Уолтер Родні, пан-африканський письменник і політичний теоретик
- Руперт Рупнарін, гаянський письменник, політик і академік
- Клайв Ю. Томас, професор економіки і директор Інституту досліджень розвитку